# Delitti inutili
Delitti inutili (The First Deadly Sin) è un film del 1980 diretto da Brian G. Hutton, tratto dall'omonimo best seller di Lawrence Sander. In questo film, dopo dieci anni di assenza, torna sullo schermo Frank Sinatra.
Questo è il primo film dove appare il futuro divo Bruce Willis nel ruolo di una comparsa.

## Trama
A poche settimane dalla pensione, il detective della polizia di New York Edward Delaney si ritrova coinvolto in un caso di omicidio particolarmente inquietante. Un uomo è stato brutalmente assassinato per strada con un oggetto contundente dalla forma insolita. Il medico legale, dottor Ferguson, informa Delaney che la ferita sul cranio della vittima è stata inflitta con uno strumento di forma circolare, ma non è in grado di identificarlo con precisione. Mentre indaga sull'omicidio, il detective riceve una notizia preoccupante: sua moglie Barbara è stata ricoverata d’urgenza in ospedale, dove il chirurgo, dottor Bernardi, le ha asportato un rene a causa di gravi complicazioni. Nonostante la crescente preoccupazione per la salute di Barbara, Delaney si immerge sempre più nel caso. Scopre che nella stessa zona si era verificato un altro omicidio con una dinamica simile. Seguendo questa pista, si reca al Metropolitan Museum of Art per consultare Christopher Langley, esperto di armi antiche, nella speranza di identificare la possibile arma del delitto. Langley, entusiasta della sfida, si dedica con passione alla ricerca, fino a scoprire che l’arma del delitto potrebbe essere una piccozza da alpinismo. Nel frattempo, Delaney si scontra con il nuovo capo del distretto, un uomo più interessato all’efficienza burocratica che alla risoluzione dei casi complessi. Il detective, però, ottiene il permesso di portare a termine le indagini, poiché il suo pensionamento è ormai imminente. Con l’aiuto di Langley, riesce a individuare l’esatta tipologia di piccozza e a rintracciare un negozio sportivo che tiene traccia degli acquirenti. L’elenco dei clienti porta a Daniel Blank, un uomo ricco e apparentemente rispettabile. Mentre Delaney si avvicina alla verità, Blank, mostrato in varie scene mentre si libera delle prove, si prepara a colpire ancora. Il detective si rende conto che arrestarlo e ottenere una condanna potrebbe essere un’impresa ardua, dati i suoi agganci e la sua posizione sociale. Un arduo compito lo attende.

## Produzione
A dividersi la produzione sono state le società: Artanis Productions Inc. e Cinema VII. Le riprese sono state girate interamente a New York.
Il cast era composto da: Frank Sinatra, Faye Dunaway, James Whitmore, John Devaney, David Dukes, George Coe, Brenda Vaccaro, Martin Gabel, Anthony Zerbe, Joe Spinell, Anna Navarro, Bruce Willis, Jeffrey DeMunn, Denise Lute, Eddie Jones.
Le società di distribuzione del film sono state: la Filmways Pictures, la Warner Home Video e la 111 Pictures.